# Linda Porn
Linda Porn, también conocida como Linda Pornsánchez o Linda Davis (Ciudad de México, 1980), es el seudónimo de una trabajadora sexual, actriz pospornográfica, activista por los derechos de los trabajadores sexuales y artista multidisciplinar mexicana, afincada en España. Es la presidenta de APROSEX desde el 9 de julio de 2023, también es cofundadora del grupo de madres migrantes Madrecitas, el cual creó como oposición a la putofobia racista que sufrió ante la Dirección General de Atención a la Infancia y la Adolescencia catalana.

## Trayectoria
Inició su formación como actriz en el Laboratorio de Teatro Campesino e Indígena de Ciudad de México,entrando en el mundo del trabajo sexual con 18 años. A los 25 llegó a España para ser actriz a través de la industria del sexo, a través de contactos que consiguió en el club de baile en barra en el que ya trabajaba en Ciudad de México, para pagarse los estudios.Al llegar a España empezó a trabajar como prostituta para costear la deuda del viaje, siendo ya consciente en México del trabajo que iba a desempeñar.Además de España, ha ejercido en lugares como Alemania, Irlanda, Bélgica, Reino Unido e Italia.
A principios de 2019, Linda Porn generó cierta polémica al realizar, junto al MACBA, una performance en forma de tour turístico pornográfico al Monumento a Colón de Barcelona, el día de la cabalgata de Reyes Magos.  De 2021 a 2023 protagonizó la obra de teatro La Llorona, con la que hizo una gira por España e Italia, y en la que narra la experiencia autobiográfica en su lucha contra la administración que le retiró durante seis años la custodia de su hija.
Además de su papel como secretaria general de OTRAS y fundadora de Madrecitas, en la actualidad forma parte del Comité de Apoyo a las Trabajadoras del Sexo (CATS) . Sus piezas han sido exhibidas en el MoMA de Nueva York, en el Museo de Arte Contemporáneo de Barcelona y en el Matadero Madrid, siendo como temas el colonialismo, el transfeminismo, el trabajo sexual y los modelos de maternidad.

## Posiciones políticas

### Trabajo sexual
Linda Porn es muy crítica con el discurso abolicionista europeo al respecto del trabajo sexual. Habiendo llegado a España desde México con una deuda, para trabajar, principalmente, de prostituta mientras desarrollaba su carrera artística, no se considera víctima de trata. Al respecto, comenta que “Quienes están contra la prostitución no pueden entender que una mujer tenga el trabajo sexual en su proyecto migratorio".A ese respecto, Linda Porn considera que las abolicionistas de la prostitución "utilizan a las putas como el medio para reclamar por la injusticia de sus cuerpos atravesados por la moral, culpándonos de las diferentes prácticas sexuales de sus compañeros".
Por otro lado, ha criticado las condiciones de explotación que se dan en burdeles o trabajos de prostitución a terceros, donde compañeras suyas trabajan hasta 12 horas por día para saldar sus deudas. Porn afirma que "si nos tienen cogidas no es porque amenacen a nuestra familia, sino porque no tenemos documentación", al ser migrantes. Argumenta que ese problema desaparecería eliminando la Ley de Extranjería de España.Al igual que varias de sus compañeras, Linda Davis reivindica un modelo proderechos de las trabajadoras sexuales al estilo del de Nueva Zelanda.
Linda ha manifestado su desagrado públicamente ante el racismo que dice ver en el porno español, donde las latinas están infrarepresentadas y hacen roles estereotípicos, incluso en el porno feminista. Afirma que este racismo es más visible en el porno que en la prostitución.Considera que redes sociales como Instagram son abiertamente putófobas y censuran a las trabajadoras sexuales.

## Obra

### Ensayo
- Putas migras (2020) (Colaboración).[12]

### Cortometrajes
- El abolicionismo, una cuestión de raza y de clase (2018).[9]
- Tránsitos (2018).[13][14]

### Performances
- La raça, l'espai i la creació de la desigualtat (2018).[15]
- El falo de Colón (2019).[3]
- Colono ladrón, devuelve al menor (2019).[16]

### Post-pornografía
- K y su dildo anal (2013).[13][17]
- Puta Mestiza (2014).[18]

### Teatro
- La Llorona (2021).[8]